# Kabinda (stad i Angola)
Cabinda är en provinshuvudstad i Angola.   Den ligger i provinsen Kabinda, i den nordvästra delen av landet, 400 kilometer norr om huvudstaden Luanda. Cabinda ligger 1 meter över havet och antalet invånare är 66 020.
Terrängen runt Cabinda är platt. Havet är nära Cabinda åt nordväst. Det finns inga andra samhällen i närheten. 
Omgivningarna runt Cabinda är en mosaik av jordbruksmark och naturlig växtlighet. Runt Cabinda är det ganska glesbefolkat, med 34 invånare per kvadratkilometer. Savannklimat råder i trakten. 